# Карско море
Ка̀рско море (на руски: Карское море) е периферно море на Северения ледовит океан.
Разположено е край северозападните брегове на Азия (полуостровите Таймир, Гидански и Ямал) и североизточните брегове на Европа (Югорски полуостров), между архипелазите Нова Земя на запад, Земя на Франц Йосиф на северозапад и Северна Земя на изток. На запад чрез протоците Карски Врати и Югорски Шар и северно от о-вите Нова Земя се свързва с Баренцово море, а на изток чрез протока Вилкицки – с море Лаптеви. Дължината му от югозапад на североизток е около 1500 km, а ширината (в северната част) до 800 km. В тези си граници площта му е около 880 хил.km2, а обемът 112 хил.km3. Средна дълбочина 127 m, максимална 620 m – в северозападната му част.

## Геоложки строеж
Акваторията на Карско море нееднократно е била подлагана на трансгресии и в съвременния си вид се е оформила в резултат на отстъпването на плейстоценския ледник, следите от който се откриват под тънкия слой наслаги – кафяви, сиви и сини глини в пониженията и дълбоководните падини и песъчливите глини по подводните възвишения и в плитчините. На североизток преобладават каменистите наслаги, а в плитчините и близо до крайбрежието – пясъчните наслаги.

## География

### Брегове, острови
Бреговете му (особено южните) са предимно ниски, плоски, на места полегати и в тях дълбоко в сушата се вдават големи заливи Байдарацка и Обска губа, Енисейски, Пясински и Таймирски залив. Най-големите реки вливащи се в него са Об, Енисей, Пясина, Таймира, Кара (дала името на морето) и имат годишен приток около 1300 km3, от който 80% е през лятото.
В Карско море има голямо количество острови (обща площ около 10 хил.km2) съсредоточени предимно в североизточните му части: шхерите Минин, архипелага Норденшелд (над 70 острова) и др. В централните части са островите Арктически Институт, Известия на ЦИК, Сергей Киров, Уединение, Визе, Ушаков, Шмид и др. В южната част има множество ниски и пясъчни острови (Бели, Шокалски, Еленов, Сибиряков и др.).

### Релеф на дъното
Карско море е разположене предимно в пределите на шелфовата зона, поради което около 40% от площта му се заема от дълбочини под 50 m и само 2% – над 500 m. Шелфовата ивица е прорязана от две широки дълбоководни падини – Света Ана (покрай източното крайбрежие на архипелага Земя на Франц Йосиф с дълбочина до 620 m) и Воронин (покрай западното крайбрежие на архипалага Северна Земя, дълбочина до 450 m). Между тях се намира Централнокарското подводно възвишение (с дълбочина под 50 m), над което стърчат островите Визе и Ушаков. Покрай източните брегове на Нова Земя се простира Новоземелската падина (дълбочина 200 – 418 m).

### Климат
Климатът е арктически, суров. Полярната нощ продължава 3 – 4 месеца, а полярния ден – 2 – 3 месеца. Температурата на въздуха под 0 °C се задържа 9 – 10 месеца на север и 7 – 8 месеца на юг. Средната януарска темпертура е от –20 °C до –28 °C, като минималната достига до –46 °C, а средната юлска – от 6 °C на юг до –1 °C на север, като максималната достига до 16 °C. Броя на дните с температура под 0 °C през юли е от 6 дни на юг до 20 дни на север. През зимата често явление са щормовите ветрове, виелиците и навяванията, а през лятото – снежните валежи и мъглите. Голяма част от годината е покрито с ледове. Заледяването започва през септември на север и през октомври на юг. Зимата близо до бреговете и между островите се образува неподвижна ледена кора (припай), зад която са разположени дрейфуващите ледове. През лятото припая се разрушава, а ледовете на юг и север образуват устойчиви ледени масиви. През неблагоприятни за корабоплаване години ледовете заемат през лятото почти цялото море, а през други – то се очиства от тях на значителни пространства.

## Хидрография
Водните маси са силно разслоени. Голяма част от тях представляват води с температура под –1,5 °C, и само в падините проникват от Атлантическия океан топли води на дълбочина 150 – 200 m с температура до 2,5 °C. Зимата температурата на водата под ледената покривка е от –1,5 °C до –1,7 °C. През лятото температурата на повърхността на водата сред плаващите ледове е съвсем малко по-висока от тази през зимата и само в освободилите се от лед райони достига до 6 °C на югозапад и 2 °C на север. Горния воден слой е силно опреснен от постъпващите речни води и лятното ледотопене. За една година постъпващите речни води могат да образуват слой с прясна вода с дебелина до 160 см – най-големия сред всички морета на Земята (в Световния океан тази величина е средно само 10 см).
Солеността на водата в близост до устията на Об и Енисей е около 10 – 12‰, при нос Желание (най-северната точка на Нова Земя) се повишава до 30‰, а при архипелага Земя на Франц Йосиф – до 33‰. В югозападните му части солеността на повърхностните води се колебае от 20 до 25‰, а към протоците Карски Врати и Югорски Шар нараства до 30 – 31‰.
Морските течени образуват два кръга, движещи се обратно на часовниковата стрелка в югозападната и североизточната му част. Приливите са предимно полуденонощни със средна амплитуда 0,5 – 0,8 m, а приливите причинени от ветровете в заливити могат да достигнат до 2 m.

## Флора и фауна
Карско море е богато на безгръбначни и полугръбначни риби (омул, бяла риба, нелма, щипок, навага, писия). От морските бозайници обитават леминг, морж, морски заек, белуга. По островите гнездят множество видове птици, образуващи „птичи базари“. Широко разпространение има бялата мечка.

## Стопанско значение
Карско море е част от трасето на Северния морски път. Главно пристанище – Диксон. Морски кораби могат да се изкачват нагоре по течението на Енисей до пристанищата Игарка и Дудинка. В товарооборота най-голям дял има дървесината, строителните материали, ценните животински кожи, продоволствените стоки. Във връзка с разработването в басейна на Об на големи нефтени и газови находища ролята на карските морски пътища силно нараства.

## Замърсяване
Край акваторията на Нова Земя в Карско море са потопени хиляди реактори и контейнери, също така и три атомни подводници.
Съветската подводница К-27 е потопена в залива Степов с двата си реактора, пълни с ядрено гориво. По време на семинар през февруари 2012 г. става известно, че реакторите на борда на подводницата могат да достигнат критична точка и да експлодират. Каталогът с отпадъци, изхвърлени в морето от руснаците, включват около 17 000 контейнера за радиоактивни отпадъци; 19 кораба, съдържащи радиоактивни отпадъци; 14 ядрени реактора – включително пет, които все още съдържат отработено ядрено гориво; 735 други радиоактивно замърсени машини, както и K-27. Подводницата е потопена едва на дълбочина от 30 метра, в разрез с международните норми, което изискват дълбочина от поне 3000 метра.

## Национален атлас на Русия
- Карско море[4]